# Seròs
Seròs là một đô thị trong tỉnh Lérida, cộng đồng tự trị Cataluña Tây Ban Nha. Đô thị Seròs có diện tích là 98 ki-lô-mét vuông, dân số năm 2009 là 11867 người với mật độ 19,05 người/km². Đô thị Seròs có cự ly 26 km so với tỉnh lỵ Lérida.